# Jürg Stöcklin

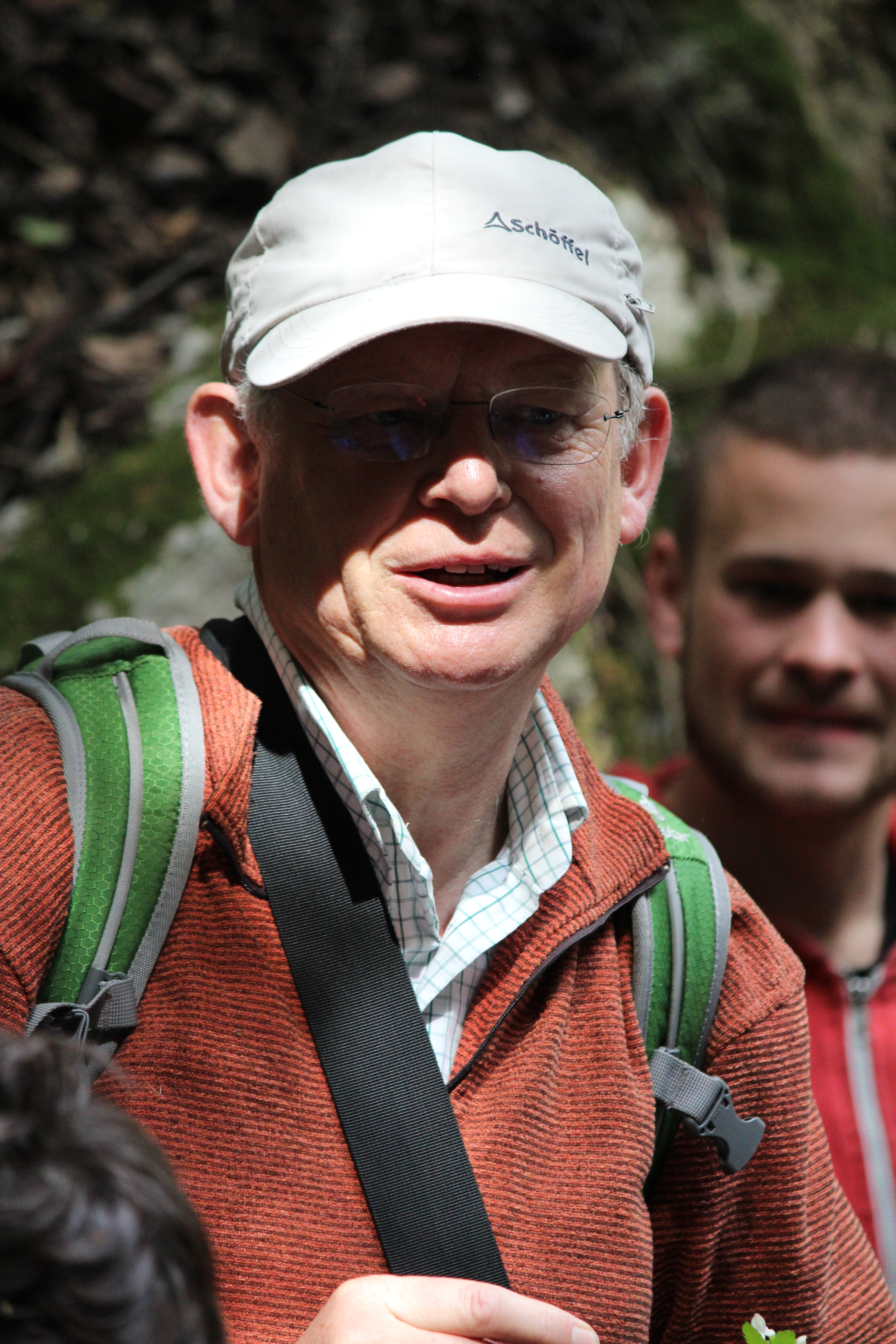
Jürg Stöcklin auf einer Exkursion in Samos (2014)

Jürg Stöcklin (* 5. September 1951 in Hazaribagh, Indien) ist ein Schweizer Botaniker, emeritierter Hochschullehrer und Politiker.

## Leben
Stöcklin studierte von 1971 bis 1977 Biologie an der Universität Basel und schloss mit dem Diplom ab. 1986 promovierte er ebendort bei Heinrich Zoller. Ab 1988 war er Lehrbeauftragter für Botanik an der Universität Basel. 1998 wurde er für Botanik ebendort habilitiert und erhielt 2007 eine Titularprofessur. Unterdessen ist er emeritiert.
Stöcklin ist verheiratet und hat zwei Kinder.

## Politik
Stöcklin war Maoist. Er trat 1972 der Revolutionären Gruppe Basel und 1977 dem Kommunistischen Bund Basel bei. Nachdem letzterer Anfang 1979 mit zwei weiteren Gruppen zur Schweizerischen Kommunistischen Organisation (SKO) fusioniert hatte, übernahm Stöcklin den Vorsitz. Im Sommer 1980 wurde die SKO aufgelöst.
Stöcklin schloss sich 1987 der Grünen Alternative Basel und 1991 der Grünen Partei Basel-Stadt an, die er von 1994 bis 1995 und von 2007 bis 2012 präsidierte. Er gehörte von 1997 bis 2013 dem Grossen Rat des Kantons Basel-Stadt an und war von September 2005 bis August 2007 Fraktionspräsident des Grünen Bündnisses. Seit 2011 gehört er dem Bürgergemeinderat von Basel an, den er von September 2011 bis September 2014 präsidierte. Von 2017 bis 2021 war Stöcklin erneut Mitglied des Grossen Rates.